# Aldeatejada
Aldeatejada ist eine westspanische Gemeinde (municipio) in der Provinz Salamanca in der Autonomen Gemeinschaft Kastilien-León.

## Bevölkerungsentwicklung
| Jahr      | 1900 | 1950 | 1960 | 1970 | 1981 | 1991 | 2000 | 2010 | 2018 |
| Einwohner | 289  | 654  | 772  | 743  | 579  | 516  | 696  | 1196 | 1989 |